# Joseph Fahnroth

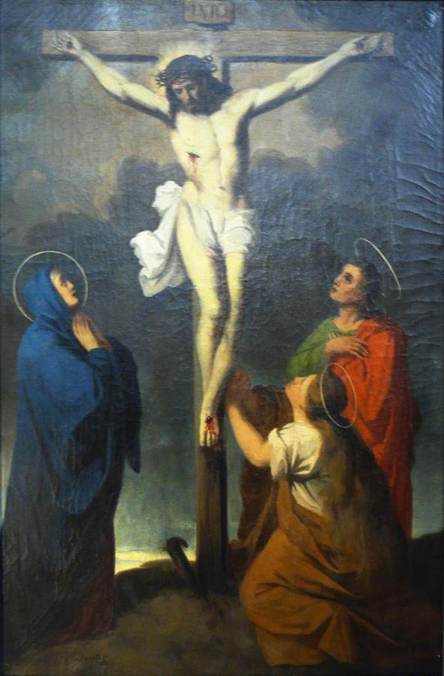
Kreuzigung, Kreuzwegstation in der Herz-Jesu-Kirche in Neuruppin

Joseph Fahnroth (* 23. Juli 1838 in Ziegenhals; † 30. Juli 1895 in Breslau) war ein schlesischer Kirchenmaler.
Joseph Fahnroth begann seine Malerlehre bei Franz Plachetka in Neustadt O.S. und setzte sie an der Königlichen Kunst- und Gewerbeschule Breslau fort. 

Seit dem 30. Oktober 1862 studierte Fahnroth an der Königlichen Akademie der Künste in München bei Johann von Schraudolph, Carl Theodor von Piloty und Wilhelm von Diez.
Schon während seines Münchner Aufenthaltes schuf er Heiligenbilder für schlesischen Kirchen. Um 1874 kehrte er nach Ziegenhals zurück. Am Ende der 1870er Jahre siedelte er nach Breslau um. 
Im Jahre 1880 überreichte er dem Breslauer katholischem Bischof Heinrich Förster eine Sammlung von Lichtbildern seiner Werke sowie seinen künstlerischen Lebenslauf. Das brachte ihm viele Aufträge von den schlesischen Kirchen. 

## Werke (Auswahl)
- Die Kreuzwegbilder in der Klosterkirche der Barmherzigen Brüder in Neustadt O.S. 1870
- Dreifaltigkeitsbild in der Dreifaltigkeitskirche in Beuthen 1886
- Vierzehn Kreuzwegbilder in der Herz-Jesu-Kirche in Neuruppin 1886/87
- Altarblatt mit dem Marienbild in der St. Josef Friedhofskirche in Bauerwitz